# Beata Ścibakówna
Beata Ścibakówna, właściwie Beata Lucyna Ścibak-Englert (ur. 28 kwietnia 1968 w Zamościu) – polska aktorka teatralna, telewizyjna i filmowa.

## Życiorys

### Wczesne lata
Urodziła się w Zamościu, jest córką laborantki i dyrektora transportu w zakładach mięsnych. Ma młodszego o sześć lat brata.
W 1992 została absolwentką Państwowej Wyższej Szkoły Teatralnej w Warszawie.

### Kariera
W 1990, jeszcze jako studentka, debiutowała na scenie w roli Zosi w sztuce Adama Mickiewicza Pan Tadeusz w reżyserii Jana Englerta. W latach 1992–1997 grała w Teatrze Powszechnym w Warszawie. W 1997 związała się z Teatrem Narodowym. Współpracowała też z teatrami warszawskimi: Komedia, Bajka, Polonia i Syrena. Za rolę Klary w Ślubach panieńskich Fredry w reż. Andrzeja Łapickiego została wyróżniona na Opolskich Konfrontacjach Teatralnych „Klasyka Polska” w Opolu (1995).
W 1992 trafiła na duży ekran w dramacie psychologicznym Roberta Glińskiego Wszystko co najważniejsze.... Później zagrała sekretarkę w komedii sensacyjnej Jana Łomnickiego Wielka wsypa (1992) i pielęgniarkę w serialu Jerzego Gruzy Czterdziestolatek. 20 lat później (1993) oraz wystąpiła w dramacie psychologicznym Krystyny Jandy Pestka (1995). Następnie wystąpiła w roli dziennikarki w komedii Jacka Bromskiego Dzieci i ryby (1997).
Popularność przyniosły jej role serialowe: lekarki kardiolożki w Samym życiu na Polsacie, ostrej ordynatorki oddziału internistycznego dr Orlickiej w Na dobre i na złe na TVP2 oraz anestezjolożki w Diagnozie na TVN. Często grywała także czarne charaktery, m.in. w serialach Radio Romans i Linia życia.
Zagrała w dramacie sensacyjnym Ryszarda Bugajskiego Układ zamknięty (2013) u boku Janusza Gajosa i Kazimierza Kaczora. W serialu Polsatu Skazane Łukasza Jaworskiego wcieliła się w matkę, która zadenuncjowała syna narkomana.
Jesienią 2008 uczestniczyła w trzeciej edycji programu rozrywkowego TVP2 Gwiazdy tańczą na lodzie.

## Filmografia
- 1992: Wielka wsypa – Ewa, sekretarka Branickiego
- 1992: Wszystko, co najważniejsze
- 1993: Wynajmę pokój... – Ala Grzybowska
- 1993: Do widzenia wczoraj. Dwie krótkie komedie o zmianie systemu – dziewczyna Marka (cz. 1)
- 1993: Czterdziestolatek. 20 lat później – pani Jadzia (odc. 2)
- 1994–1995: Radio Romans – Barbara Zwolińska
- 1994: Dama kameliowa – Olimpia, kochanka Armanda
- 1995: Sukces – Marylka, sekretarka Dzidka (odc. 3 i 4)
- 1995: Pestka – sekretarka w biurze architektonicznym
- 1996: Dzieci i ryby – dziennikarka
- 1998: Matki, żony i kochanki – jako Magda, kochanka Roberta
- 1999: Tygrysy Europy – Elżbieta Nowakowa
- 2000–2005: Złotopolscy – Mirella Poznańska
- 2000–2001: Miasteczko – mecenas Ewa
- 2002: Superprodukcja – w roli samej siebie
- 2002–2006: Samo życie – Barbara Kornacka
- 2003: Tygrysy Europy 2 – Elżbieta Nowakowa
- 2004: Czwarta władza – Daria Jańczak, kochanka Pawła Szeląga
- 2005: Biuro kryminalne – Jadwiga Złotowska (odc. 15)
- 2006: Pogoda na piątek – Lucyna Zdrojewska
- 2007–2011: Na dobre i na złe – docent Karolina Orlicka
- 2008: Skorumpowani – Agnieszka Burzyńska
- 2008: Skorumpowani – Agnieszka Burzyńska
- 2008: Małgosia contra Małgosia – matka Renata
- 2009: Synowie – Irena Bukat
- 2010: Ojciec Mateusz – jako aktorka Maria Brodzka (odc. 39)
- 2010: Hotel 52 – jako Elżbieta Kłosińska, mama Maćka (odc. 1)
- 2010: Duch w dom – jako polonistka, koleżanka Beaty
- 2011: Układ warszawski – jako Elwira, była żona Cichockiego (odc. 7)
- 2011: Linia życia – Irena Wójcicka-Grabowska
- 2011: Przepis na życie – Irmina, matka Ignacego (odc. 23)
- 2012: Prawo Agaty – jako Lidia Skalska (odc. 8)
- 2013: Układ zamknięty – jako Joanna Rybarczyk
- 2013: Hotel 52 – jako Dorota, matka Magdy (odc. 80)
- 2015: Skazane – jako Anna Kowalska
- 2017–2019: Diagnoza – jako anestezjolog dr Olga Bujak
- 2018: Drogi wolności – jako Pola Doster (odc. 12, 13)
- 2020: W rytmie serca – jako Elżbieta Horosiewicz, matka Marii
- 2020: Zawsze warto – Sofia Molina
- 2020: Blondynka – Nina Bach
- 2021: Dziewczyny z Dubaju – matka Bartka
- 2022: Ojciec Mateusz – Krystyna Żwacz (odc. 364)
- 2024: Algorytm miłości – Małgorzata, mama Wanessy (odc. 6)
- 2024: Listy do M. Pożegnania i powroty – sąsiadka Judyta Wołk-Maliszewska
- 2025: Aniela – Martyna, przyjaciółka Anieli (odc. 3)

## Dubbing
- 1996: Miłość i wojna – Agnes von Kurovsky[potrzebny przypis]
- 2019: Czarownica 2 – królowa Ingrith
- 2021: Raya i ostatni smok – Virana

## Odznaczenia
- Złoty Krzyż Zasługi – 2015[10]
- Srebrny Krzyż Zasługi – 2005[11]

## Nagrody
W 2016 otrzymała nagrodę aktorską za rolę kobiecą podczas XVI Festiwalu Teatru Polskiego Radia i Teatru Telewizji Polskiej „Dwa Teatry” (za rolę Elwiry w spektaklu Mąż i żona w reż. Jana Englerta).

## Życie prywatne
Jest żoną aktora Jana Englerta. Poznali się, kiedy Englert był rektorem i wykładowcą Akademii Teatralnej, a Ścibakówna jego studentką. Mają córkę Helenę (ur. 16 czerwca 2000).